# Stadial
Ein Stadial bezeichnet eine kürzere Kältephase (in der Regel zugleich Eisvorstoß-Phase) innerhalb einer Kaltzeit oder deren Interstadiale und wird in der Fachliteratur oft mit GS (für englisch Glacial Stadial) abgekürzt.
Die ca. 100.000 Jahre dauernden Glaziale und Interglaziale treten nie als kontinuierlicher, ununterbrochener Eisvorstoß oder -rückzug während einer stets gleich kalten oder warmen Klimaperiode auf, sondern als Perioden mit zwar langfristig (100.000 Jahre) durchschnittlich gleichem Klima, die sich jedoch klimatisch und auch aufgrund ihrer geomorphologischen Hinterlassenschaften in kältere (Stadial) und wärmere Perioden (Interstadial) weiter untergliedern lassen.

## Abgrenzung
Es herrscht zumeist ein sehr missverständliches Nebeneinander der Begriffe Eiszeit/Eiszeitalter, Warmzeit/Interglazial, Kaltzeit/Glazial, Stadial und Interstadial. All diese Begriffspaare haben eine unterschiedliche Bedeutung und sind keine Synonyme füreinander.

## Stadial und Glazial
Jedes Glazial und Interglazial war (bei natürlich grundsätzlich kaltem oder warmen Klima) geprägt von kleineren Temperaturschwankungen mit etwas wärmeren und wieder etwas kälteren Perioden, die sich jeweils über einige Jahrhunderte bis Jahrtausende erstreckten. Diese (im Vergleich zur Dauer des gesamten betrachteten Glazials) relativ kurzzeitigen Klimaschwankungen blieben aber nicht ohne Auswirkungen auf das Verhältnis zwischen Schneeakkumulation und Ablation der Inlandeise und Gletscher. Als Reaktion auf die Klimaschwankungen kam es deshalb innerhalb eines Glazials zu Eisvorstoßphasen (Stadialen) und dann wieder Phasen mit vermehrter Eisschmelze, die den Eisrand rückverlegten (Interstadialen). Eine Eisvorstoßphase mit niedrigeren Temperaturen entspricht einem Stadial, während eine etwas wärmere Periode, die zu vermehrter Ablation führt, einem Interstadial entspricht.
Entsprechend der durch die Wechsel zwischen Stadialen (Eisvorstoßphasen) und Interstadialen (Eisrückzugsphasen) verursachten Dynamik des Eises als landschaftsformendes Element veränderten sich natürlich auch die glazigenen geomorphologischen Formungsprozesse mit dem Wechsel zwischen Stadialen und Interstadialen (z. B. Aufschüttung gestaffelter Endmoränenwälle, bedingt durch Sedimentation einer neuen Endmoräne nach vorheriger Rückverlagerung des Eisrandes in einem Interstadial).

## Stadiale des letzten Glazials
Am besten rekonstruieren lassen sich die Stadiale und Interstadiale des letzten, jüngsten Glazials (Würm- bzw. Weichselglazial), da ihre geologischen Spuren in der Folge der Kaltzeiten als letzte entstanden und natürlich besser erhalten sind als die vorheriger Vereisungen. Innerhalb des Würm-/Weichsel-Glazialkomplexes werden zahlreiche Stadiale und Interstadiale unterschieden, unter anderem zum Beispiel das Stadial der Älteren Dryas, dann das Allerød-Interstadial und schließlich das Stadial der Jüngeren Dryas. Nach der Jüngeren Dryas als letztem Stadial des Würm-/Weichsel-Glazialkomplexes begann das Interglazial des Holozäns, in dem wir heute leben.

## Unterteilung
Die räumlichen Erscheinungen innerhalb der während eines Stadials stationären oder vorrückenden Gletschereisrandlagen (Endmoränen, Kames und andere Ablagerungsformen, Urstromtäler und andere Schmelzwasserrinnen) werden insgesamt als Stadium bezeichnet, das wiederum in Phasen und Staffeln unterteilt sind. Die entsprechenden Erscheinungen der letzten Eiszeit bilden zum Beispiel im Norddeutschen Tiefland markante Landschaftsformen (Pommersche, Frankfurter und Brandenburger Stadium). In Süddeutschland wiederum gibt es z. B. das Singener Stadium.